# Scoliocentra spectabilis
Scoliocentra spectabilis är en tvåvingeart som först beskrevs av Friedrich Hermann Loew 1862.  Scoliocentra spectabilis ingår i släktet Scoliocentra och familjen myllflugor.
Artens utbredningsområde är Kalifornien. Inga underarter finns listade i Catalogue of Life.